# Oreficeria senese del XIV secolo

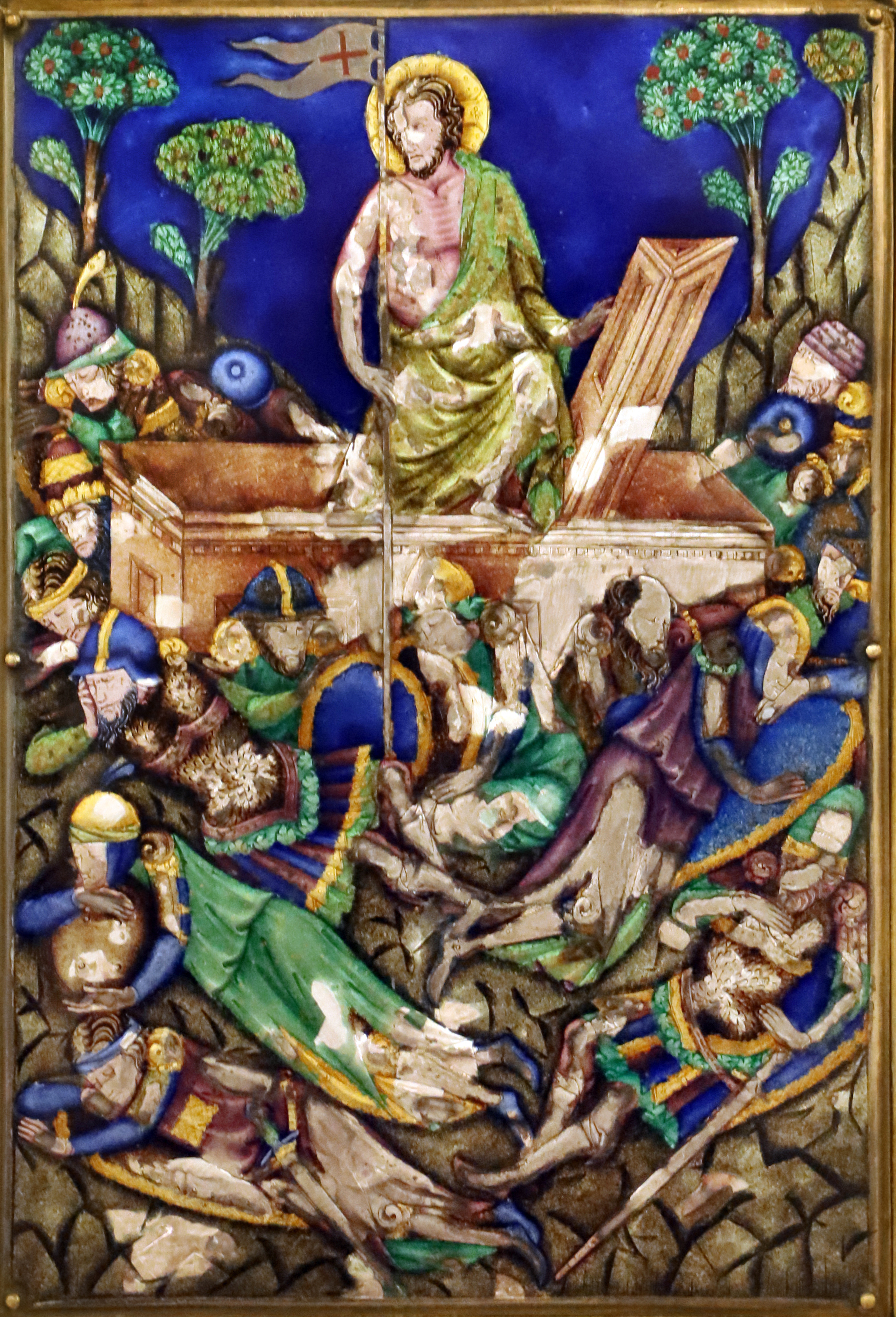
Particolare di una scena in smalto translucido del Reliquiario del Corporale di Bolsena, Duomo di Orvieto, fatto da Ugolino di Vieri, senese, tra il 1337 e il 1338

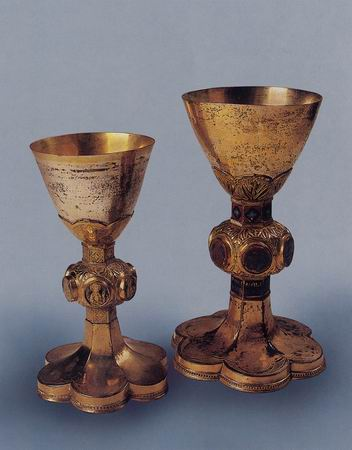
Calici smaltati in stile senese, Museo dell'Opera del Duomo di Prato (XIV-XV secolo)

L'oreficeria senese nel Trecento raggiunse un vertice di maestria da metterla sullo stesso piano di arti quali pittura e scultura, ed ebbe un ruolo essenziale nello sviluppo dell'arte orafa europea anche nei secoli successivi.
A Siena, oltre alla rinomata scuola senese in pittura, l'altissimo livello tecnico-artistico, e la relativamente facilità di trasporto e di circolazione dei prodotti di oreficeria fece sì che queste produzioni artistiche fossero uno dei più importanti veicoli per gli scambi col gotico transalpino.

## La tecnica a bassorilievo
Innovativa fu innanzitutto la tecnica usata, infatti nel Duecento si usava soprattutto la tecnica dello smalto champlevé, che consisteva nel colare negli alveoli scavati nel metallo la pasta vitrea colorata, che assumeva così una tinta opaca (utile anche per mascherare le irregolarità degli alveoli stessi). Da questa tecnica tipicamente transalpina gli orefici senesi svilupparono la tecnica dello smalto translucido, detta anche basse-taille. Consisteva nel lavorare il metallo prezioso (spesso una lastra d'argento) a bassorilievo finissimo, dove però le parti erano lavorate in negativo ("a figure risparmiate"), creando concavità perfette dove colare i colori degli smalti. Questi a loro volta potevano anche essere dipinti ulteriormente, creando vere e proprie scene istoriate. Questi oggetti ebbero uno straordinario successo in Francia e molti capolavori si trovano ormai in tale paese, che talvolta ne ha attribuita la paternità a propri artisti, anche se le ipotesi più accertate propendono per Siena.

## Il calice di Niccolò IV
Il più antico esempio noto di questa tecnica è offerto dal calice realizzato dall'orafo senese Guccio di Mannaia per il papa Niccolò IV conservato nella basilica di San Francesco di Assisi, dove nei piccoli ritratti è presente una linea di contorno morbida, con una ricerca dell'individuazione personale dei soggetti che ricorda le miniature del Maître Honoré per Filippo il Bello.

## Il reliquiario del Corporale di Bolsena
A Siena venne applicata per la prima volta in Italia l'idea nordeuropea di costruire delle complesse architetture gotiche in miniatura con ori ed altri metalli preziosi, decorate da veri e propri cicli pittorici a smalto nelle membrature.
L'esempio più illustre di questa tecnica è sicuramente il Reliquiario del corporale del Miracolo di Bolsena di Ugolino di Vieri realizzato per il Duomo di Orvieto (dove ancora oggi è conservato) tra il 1337 e il 1338. Il grande reliquiario è composto in oro, argento e smalto graffito e sbalzato ed è alto 139 cm.
Riecheggia nella forma cuspidata la facciata del Duomo, ed è decorato da magnifici smalti dipinti. Inoltre è coronato da una serie di pinnacoli sormontati da statuette dorate, un dettaglio che non fa parte dell'architettura italiana ma transalpina e che dimostra gli scambi tra le diverse culture.

## Il reliquiario della testa di San Galgano
Un altro prezioso esempio è il Reliquiario della testa di San Galgano del 1270-1280 già conservato nel Museo dell'Opera Metropolitana di Siena. Venne realizzato con rame ed argento dorato, sbalzato e cesellato e riproduce un tiburio (alto 101 cm.) con tanto di contrafforti e pinnacoli, tra i quali sono disposte le Storie di san Galgano e figure di santi a rilievo. Il reliquiario è conservato nel Museo dell'Opera del Duomo di Siena.